# قصة الأندلس (برنامج تلفزيوني)
قصة الأندلس هو برنامج تلفزيوني قدّمه الداعية الإسلامي المصري عمرو خالد في رمضان 2013 وبث على قناة إم بي سي و‌قناة النهار بالإضافة لقناة عمرو خالد على يوتيوب.

## عناوين الحلقات
1. المقدمة
2. موسى بن نصير
3. مقدمات الفتح
4. طارق بن زياد
5. توقف الفتح
6. عصر الولاة
7. بلاط الشهداء
8. نهاية عصر الولاة
9. عبد الرحمن الداخل (الجزء 1)
10. عبد الرحمن الداخل (الجزء 2)
11. الجمال في الأندلس
12. الفن في الأندلس
13. عبد الرحمن الناصر (الجزء 1)
14. عبد الرحمن الناصر (الجزء 2)
15. المنصور بن أبي عامر
16. علماء الدين
17. عوامل السقوط
18. ملوك الطوائف
19. تاريخ الدولة الإسبانية
20. المرابطون
21. محمد بن تومرت
22. دولة الموحدين
23. وصفة الحضارة
24. التعايش
25. الحب
26. مملكة غرناطة
27. سقوط غرناطة
28. ما بعد الخروج
29. أثر الأندلس
30. الختام

## وقت العرض
عُرض البرنامج على قناة إم بي سي في 5:15 مساء بتوقيت السعودية وعلى قناة النهار في 6:30 مساء بتوقيت القاهرة وفي قناة عمرو خالد على يوتيوب في 1:00 فجرًا بتوقيت القاهرة.

## وصلات خارجية
- حلقات قصة الأندلس في قناة عمرو خالد في يوتيوب